# Tiësto
Tijs Verwest (født 17. januar 1969 i Holland), bedst kendt under kunstnernavnet Tiësto, er en verdenskendt trance-DJ. I perioden 2002-2004 var han placeret som nr. 1 i det engelske musikmagasin DJ Magazine's liste over de 100 bedste DJ's i verden.
Selvom han gennem tiden har benyttet sig af et utal af andre kunstnernavne, så er han bedst kendt som DJ Tiësto. På hans nyere udgivelser har han dog valgt at fjerne DJ, for bare at kalde sig Tiësto.
Tiësto fik gennembrud i adskillige lande, da han var DJ ved åbningsceremonien til Sommer-OL 2004 i Athen med en tilskuerskare på 72.000 og 4 milliarder tv-seere.
I Europa er Tiësto bedst kendt for sit remix af Delerium-singlen Silence, hvor Sarah McLachlan medvirker, og for sit remix af William Orbits version af Samuel Barbers Adagio for Strings og Flight 643, et verdenshit som var med til at sætte en ny kurs for trance-musikken. Desuden er han ophavsmand til de anerkendte mix compilations "Magik" og "In Search Of Sunrise" der er udgivet på hans eget pladeselskab Black Hole Recordings.
Han blev i maj 2006 officiel verdensambassadør for Dance4Life Fonden, der bekæmper HIV/Aids. Dertil komponerede han sangen Dance4Life.

## Optrædener i Danmark
Tiësto har medvirket på Roskilde Festival i 2000, 2001 og 2007
Tiësto gav koncert i Parken, København 10. november 2007. Det var forud for eventet beskrevet som "det største dance-show, verden endnu har set". Alle udbudte 25.000 billetter blev solgt. Koncerten varede 6 timer, dog med Jes Brieden som opvarmning, samt gæstesolist Julie Thompson & Christian Burns, der også medvirker på det seneste album Elements of Life.
Showet blev senere udgivet på DVD og Blu-ray under titlen "Copenhagen – Elements Of Life World Tour 2007-2008", dog i redigeret form.
Senere har Tiësto givet koncert ved Skive Beach Party 5. juni 2009 og i Forum i København 6. juni 2009.
Den 29. maj 2010 besøgte Tiësto Parken med sin Kaleidoscope tour. Koncerten bestod mest af blandet trance og meget få af hans mest kendte numre, i modsætningen til "Elements of Life" i 2007, dog var det "The Sound of Tiësto". Senest har han optrådt til Skive Festival i 2011.
Den 8. juni 2013 besøgte han Danmark igen hvor han spillede til EDM CPH.
Den 31. maj 2014 optrådte han endnu engang i Danmark, hvor han spillede til Arrige Copenhagen, på Stay Hotel på Islands Brygge.
Den 3. juni 2016 optrådte han I TIVOLI til Fredagsrock.
Den 30. juni 2018 lukkede han Tinderbox festivalen i Odense.

## Turneer
- 2002: Area2 Tour
- 2004: Just Be: Train Tour
- 2005: Tiësto in Concert: North America Tour 2005
- 2005: Central Eastern European Tour 2005
- 2006: In Search of Sunrise 5 Asia Tour
- 2007-2008: Elements of Life World Tour
- 2008: In Search of Sunrise: Summer Tour 2008
- 2009-2010 Kaleidoscope World Tour

## Diskografi
Studiealbums
- 2001: In My Memory
- 2004: Just Be
- 2007: Elements of Life
- 2009: Kaleidoscope
- 2011: Kiss from the Past (som Allure)
- 2014: A Town Called Paradise
- 2020: The London Sessions

Remix albums
- 2006: Just Be: Remixed
- 2008: Elements of Life: Remixed
- 2010: Kaleidoscope: Remixed

Video/DVD
- 1999: Live at Innercity: Amsterdam RAI
- 2003: Another Day at the Office
- 2003: Tiësto in Concert
- 2004: Tiësto in Concert 2
- 2008: Copenhagen: Elements of Life World Tour

## Titler
- 2000 DJMag Top 100 DJ Ranking: 24th (debut)
- 2001 DJMag Top 100 DJ Ranking: 6th
- 2002 DJMag Top 100 DJ Ranking: 1st
- 2003 DJMag Top 100 DJ Ranking: 1st
- 2003 40th greatest Dutch citizen of all time
- 2003 Officer of the Order of Orange-Nassau
- 2004 DJMag Top 100 DJ Ranking: 1st
- 2005 DJMag Top 100 DJ Ranking: 2nd
- 2006 DJMag Top 100 DJ Ranking: 3rd
- 2006 International Dance4Life Ambassador
- 2007 DJMag Top 100 DJ Ranking: 2nd
- 2008 Beatport Music Awards: 2nd Best Trance Artist
- 2008 DJMag Top 100 DJ Ranking: 2nd
- 2009 Mixmag's #1 DJ of 2008
- 2009 Beatport Music Awards: 2nd Best Trance Artist
- 2011 Mixmag's #1 greatest DJ of all time

## Priser
- 1999 Gold Sales Award (Gouryella)
- 2000 Gold Sales Award (Walhalla)
- 2002 Zilveren Harp Music Award
- 2002 Lucky Strike Dance Award
- 2002 Dutch Popprijs
- 2002 Ibiza DJ Award: Best International DJ Trance
- 2003 World Dancestar Award U.S.A.: Best International DJ
- 2003 ID&T Dutch DJ Award: Best Dutch DJ by professional jury
- 2003 ID&T Dutch DJ Award: Best Dutch DJ by audience
- 2003 Radio 538 Dance Award: Radio 538 Dutch Audience Edison
- 2003 TMF Award Holland: Best Dance Act National
- 2003 TMF Award Holland: Best National DJ
- 2003 TMF Award Belgium: Best Dance International
- 2003 MTV Europe Music Awards: Best Dutch Act
- 2003 BG Magazine Award: Best Club/Trance/Hardhouse DJ
- 2003 Mixmag Award: Best Resident Ibiza
- 2004 ID&T Dutch DJ Award: Best Dutch DJ by audience
- 2004 Buma/Stemra Sound of Silence Award
- 2004 TMF Award Belgium: Best International DJ
- 2004 World Music Award: World's best selling Dutch artist
- 2004 Ibiza DJ Award: Best International DJ Trance
- 2004 TMF Award Holland: Best National DJ
- 2004 TMF Award Holland: Best Dance Act National
- 2004 WMC Awards Miami: Best International DJ
- 2004 DJUK awards: best DJ
- 2005 3 FM Award: Best Dance Artist
- 2005 Release Dance Award: Best Trance/Progressive artist
- 2005 Release Dance Award: Best International DJ
- 2005 TMF Belgium: Best International DJ
- 2005 Dance Music Award Germany: Best Trance Artist
- 2005 WMC Awards Miami: Best Producer
- 2005 WMC Awards Miami: Best Hi-NRG / Euro track
- 2005 WMC Awards Miami: The Ortofon Best European DJ 2004
- 2005 WMC Awards Miami: Best Producer 2004
- 2005 TMF Award Holland: Best Dance National
- 2005 TMF Award Holland: Radio 538 single of the year
- 2005 TMF Award Holland: Lifetime Achievement
- 2005 Edison Music Award: Best dance album – Just Be
- 2006 TMF Awards Belgium: Award for Lifetime achievement
- 2006 TMF Awards Belgium: Best Dance
- 2006 TMF Awards Belgium: Best remixer
- 2006 3 FM Awards: Best Dance Artist
- 2006 Canadian Golden Award (Tiësto in Concert 2 DVD)
- 2007 WMC Awards Miami: Best Progressive House/Trance Track (Dance4Life)
- 2007 WMC Awards Miami: Best Ortofon Global DJ 2006
- 2007 WMC Awards Miami: Best Full Length DJ Mix CD (In Search of Sunrise 5: Los Angeles)
- 2007 Radio 3FM Awards: Best Dance artist
- 2007 Grammy Nomination Best Electronic Dance Album – Elements Of Life
- 2008 BUMA golden harp award 2007
- 2008 Dutch BUMA export award
- 2008 WMC Awards Miami: Best Global DJ
- 2008 WMC Awards Miami: Best Full Length DJ Mix CD (In Search of Sunrise 6: Ibiza)
- 2008 Ibiza DJ Award: Best International DJ
- 2008 IDMA Award Best Global DJ / Best Electronic Dance Album – Elements Of Life
- 2008 Best International DJ at the DJ Awards
- 2009 Best Global DJ:(Idma) Annual International Dance Music Awards
- 2009 Best Full Length DJ Mix:(Idma) Annual International Dance Music Awards (In Search of Sunrise 7: Asia - Tiësto)
- 2009 Best Podcast:(Idma) Annual International Dance Music Awards (Radio 538: Tiësto's Club Life Podcast)
- 2009 Best Artist (Solo):(Idma) Annual International Dance Music Awards